# مركز دبي للسلع المتعددة
مركز دبي للسلع المتعددة وتُختصر DMCC هي مؤسسة تأسست في عام 2002 بواسطة حكومة دبي وذلك من أجل توفير البنية التحتية المادية والسوقية والمالية اللازمة لإنشاء مركز لتجارة السلع العالمية. يُعد سلطان أحمد بن سليم المدير التنفيذي.

## التاريخ
المنطقة الحرة بمركز دبي للسلع المتعددة هي أكبر منطقة حرة في الإمارات العربية المتحدة، حيث بلغ عدد أعضائها في عام 2018 حوالي أكثر من 15,000 عضو مسجل.
في عام 2018، اُختيرت المنطقة الحرة في مركز دبي للسلع المتعددة في المرتبة الأولى للعام الرابع على التوالي من قبل فاينانشال تايمز.
أطلق مركز دبي للسلع المتعددة مؤخرًا أول مركز تكنولوجي عالمي من جوجل لرواد الأعمال في الشرق الأوسط بالتعاون مع أسترولابز دبي.

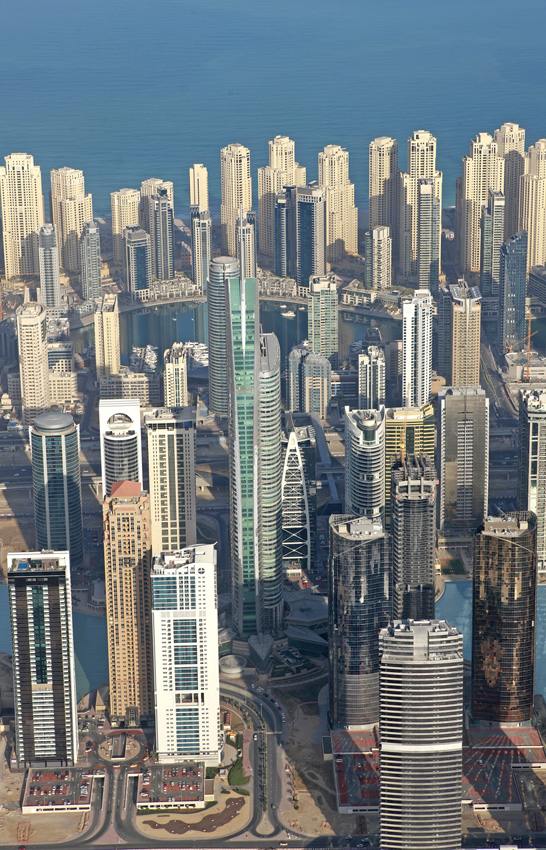
منظر جوي لأبراج بحيرات الجميرا الحرة

يدعم مركز دبي للسلع المتعددة تجارة السلع من خلال منظمات مثل بورصة دبي للماس (DDE)، بورصة دبي للؤلؤ (DPE)، معيار دبي للتسليم الجيد للذهب، مركز الشاي التابع لمركز دبي للسلع المتعددة، ومركز القهوة.
تأسست بورصة دبي للماس في عام 2004 لتسهيل تطوير سوق الألماس والأحجار الكريمة الملونة. تحتل دبي المرتبة الثالثة بعد أنتويرب ومومباي في مراكز الماس العالمية الرائدة من حيث التجارة، حيث نمت التجارة من 300 مليون دولار (1.10 مليار درهم) في عام 2002 إلى 26 مليار دولار في عام 2016.
توفر بورصة دبي للؤلؤ تسهيلات لتجار اللؤلؤ وتنظم فعاليات مثل منتدى اللؤلؤة العالمي. في أوائل عام 2011، عُقد أولى مزادات اللؤلؤ خارج الشرق الأقصى.
يقدم مركز دبي للسلع المتعددة منتجات مالية. وهي تشمل إدارة أصول السلع في دبي، وإدارة الأصول الشرعية بدبي، وبورصة دبي للذهب والسلع.
في 2024 قام مركز دبي للسلع المتعددة،بافتتاح مركز الذكاء الاصطناعي كأحدث منصّة ابتكار في دبي، بهدف تعزيز الاعتماد على حلول الذكاء الاصطناعي و خلق بيئة تستقطب الشركات الجديدة، وتشجع الابتكار، وتعزز مكانة دبي كوجهة عالمية للذكاء الاصطناعي والتقنيات الناشئة.
خلال النصف الأول من عام 2024 ارتفعت مساهمة المركز ضمن تدفقات الاستثمارات الأجنبية المباشرة القادمة لإمارة دبي إلى 15%، مقارنةً بـ 11% خلال العام2023، بالإضافة إلى مساهمته بنحو 7% ضمن الناتج المحلي الإجمالي للإمارة.

### الجوائز
- جائزة "أفضل منطقة حرة في العالم للعام 2023" من مجلة "إف دي آي" التي تصدر عن صحيفة "فاينانشال تايمز" وذلك للعام التاسع على التوالي محققاً بذلك رقماً قياسياً في عدد مرات الفوز بهذه الجائزة [17]
- جائزة التمويل الإسلامي العالمي لأفضل مؤسسة داعمة، 2014.[18]
- أفضل المناطق الحرة في العالم لعام 2015 و 2016 و 2017 و 2018 و 2019.[3][4][19][20]
- جائزة تسهيل الصفقة المنظمة الأكثر ابتكارًا في عام 2007، جائزة صفقة العام.[21]
- حازت شركة دبي لإدارة الأصول الشرعية على جائزة أفضل مزود منتج متوافق مع أحكام الشريعة الإسلامية، وحصل صندوقها على جائزة أفضل صناديق الاستثمار في المؤتمر العالمي لصناديق التحوط في الشرق الأوسط 2010[22]
- أفضل صندوق أموال، جائزة صندوق فيلكا الإسلامي، 21 أبريل 2010.[23]
- حصل " مركز دبي المالي العالمي " على جائزة العام كـ"أفضل مركز للتكنولوجيا المالية" وذلك خلال حفل توزيع جوائز "فينيكس"2019[24]
- حصل مركز دبي للسلع المتعددة، على "جائزة التميز عن أفضل مبنى شاهق" و"جائزة التميز في البناء"  عام 2024 من مجلس المباني الشاهقة والمساكن الحضرية عن برج أبتاون[25]
- حصل برنامج «فينتك هايف» بمركز دبي المالي العالمي على جائزة أفضل مختبر للابتكار المالي من مجلة «غلوبال فاينانس»،عام 2019 وذلك  تقديراً لجهوده في إنشاء بيئة تعاونية تتيح للشركات الناشئة وشركات التكنولوجيا المالية تقديم مفاهيم جديدة ومبتكرة في مجال الخدمات المالية[26]

## خاصية
مركز دبي للسلع المتعددة، والذي تمثل أبراج بحيرات جميرا عنوانه الفعلي، هو عبارة عن منطقة حرة متعددة الاستخدامات بمساحة 200 هكتار تم تجميعها في مجموعات تتكون كل منها من ثلاثة أبراج حول ثلاث بحيرات كبيرة ومنتزه مركزي. يوجد 68 برجًا، ويضم المشروع الذي تبلغ مساحته 200 هكتار حاليًا ما يقرب من 180،000 متر مربع من المساحات التجارية والسكنية والتجزئة.
تم الانتهاء من برج الماس، المقر الرئيسي لمركز دبي للسلع المتعددة، في منتصف عام 2008، وهو يحتل المرتبة 31 من حيث الارتفاع في العالم. يضم المبنى المكون من 68 طابقًا حوالي ألف شركة ألماس وأقبية ألماس وأرضية لتجارة الألماس ومركز ألماس للمؤتمرات.
تتضمن خطة مركز دبي للسلع المتعددة لعام 2017 أكثر من 10 ملايين قدم مربع من المساحات التجارية والسكنية، وأكثر من 200 منفذ بيع بالتجزئة ومنافذ للأطعمة والمشروبات، إلى جانب 3000 وحدة سكنية، وساحة ترفيهية مركزية وفنادق فاخرة.
جذب مركز دبي للسلع المتعددة خلال النصف الأول من العام2024 حوالي 1,023 شركة جديدة ليصل إجمالي الشركات المُسجلة في منطقته الحرّة إلى نحو 25 ألف شركة.

## السلع الخاضعة للتداول التجاري في مركز دبي للسلع المتعددة
من أهم السلع الخاضعة للتداول التجاري في المركز:
- الذهب
- الماس
- الشاي
- القهوة
- اللؤلؤ
- التوابل بأنواعها
- السلع الزراعية
- المعادن الأساسية مثل الألمنيوم والنحاس

## مجلس إدارة سلطة مركز دبي للسلع المتعددة
أصدر الشيخ محمد بن راشد آل مكتوم مرسوماً عام 2024 بتشكيل مجلس إدارة سلطة مركز دبي للسلع المتعددة برئاسة حمد مبارك بوعميم، وعضوية كل من: عبدالواحد عبدالرحيم العلماء، نائباً للرئيس، وعبدالله سيف الشامسي، وتشارلز جورج ويب، ومي نصرالله ميرفيل، وتيري جان لويس جيمونيت، إضافة إلى الرئيس التنفيذي لسلطة المركز.

### قائمة المراكز الحرة
تعد دبي أول إمارة رائدة في نموذج المنطقة الحرة، وذلك بتقديمها امتيازات جذابة وعدداً من حوافز الاستثمار للشركات الأجنبية، بما في ذلك فرصة التملك بنسبة 100 في المائة من الشركات التابعة دون فرض أية ضرائب.
يوجد حالياً 24 منطقة حرة عاملة، تم إنشاؤها لقطاعات وصناعات محددة من ضمنها قطاع تقنية المعلومات والاتصالات، والإعلام، والمالية، والذهب والمجوهرات والرعاية الصحية.
| Cluster | برج 1                           | برج 2                           | برج 3                                             |
| ------- | ------------------------------- | ------------------------------- | ------------------------------------------------- |
| A       | A1 - New Dubai Gate 2           | A2 - Laguna Tower               | A3 - Lake Side Residence                          |
| B       | B1 - Wind Tower II              | B2 - Lake View Tower            | B3 - Wind Tower I                                 |
| C       | C1 - Fortune Tower              | C2 - Gold Crest Executive Tower | C3 - The Palladium                                |
| D       | D1 - Indigo Tower               | D2 - Lake Terrace Tower         | D3 - Lake City Tower                              |
| E       | E1 - Global Lake View           | E2 - Al Sheraa Tower            | E3 - SABA Office                                  |
| F       | F1 - Bobyan Tower               | F2 - HDS Tower                  | F3 - Indigo Icon                                  |
| G       | G1 - Dubai Arch                 | G2 - Jumeirah Business Centre 1 | G3 - Al Fajer Properties (most likely JBC 8 or 9) |
| H       | H1 - Jumeirah Business Centre 7 | H2 - Concorde Tower             | H3 - Al Fajer Properties (most likely JBC 8 or 9) |
| I       | I1 - Silver Tower               | I2 - Platinum Tower             | I3 - Gold Tower                                   |
| J       | J1 - Gold Crest Views 2         | J2 - Unknown Tower              | J3 - Bonnington Tower                             |
| K       | K1 - Under Construction         | K2 - Under Construction         | K3 - Under Construction                           |
| L       | L1 - Jumeirah Business Centre 6 | L2 - Dubai Star                 | L3 - Ikon Towers                                  |
| M       | M1 - HDS Business Centre        | M2 -                            | M3 - Ikon Towers                                  |
| N       | N1 - The Dome                   | N2 - Lakepoint                  | N3 - Jumeirah Business Centre 4                   |
| O       | O1 - Reef Tower                 | O2 - O2 Residence               | O3 - Madina Tower                                 |
| P       | P1 - أبراج أرمادا 1             | P2 - أبراج أرمادا 2             | P3 - أبراج أرمادا 3                               |
| Q       | Q1 - SABA Twin Towers           | Q2 - New Dubai Gate 1           | Q3 - SABA Twin Towers                             |
| R       | R1 - Al Waleed Paradise         | R2 - MAG 214                    | R3 - Al Saqran Tower                              |
| S       | S1 - Green Lake Towers          | S2 - Green Lake Towers          | S3 - Green Lake Towers                            |
| T       | T1 - Fortune Executive          | T2 - Lake Plaza                 | T3 - Pullman Hotel Dubai, JLT                     |
| U       | B1 - U1 - Al Seef Tower 3       | U2 - Al Seef Tower 2            | U3 - Tamweel Tower                                |
| V       | V1 - Jumeirah Business Centre 2 | V2 - Gold Crest                 | V3 - V3 Tower                                     |
| W       | W1 - Jumeirah Business Centre 5 | W2 - Tiffany Tower              | W3 - LIWA Heights                                 |
| X       | X1 - Jumeirah Bay               | X2 - Jumeirah Bay               | X3 - Jumeirah Bay                                 |
| Y       | Y1 - Jumeirah Business Centre 3 | Y2 - Lake Shore Tower           | Y3 - Swiss Tower                                  |
| Z       | Z1 - Jumeirah Lake Apartments   | Z2 - Anantara Hotel & Spa       | Z3 - Jumeirah Lake Offices                        |
| AA      | AA1 - Business Avenue           | AA2 - Amesco Tower              | AA3 - Corporate Tower                             |
| BB      | BB1 - Business Avenue           | BB2 - Business Avenue           | BB3 - SABA TOWER 4                                |

## وصلات خارجية
المنطقة الحرة الأولى على مستوى العالم